# Святая Кинга (картина)
«Святая Кинга» (пол. Święta Kinga) — картина польского художника Яна Матейко на исторический сюжет, созданная в 1892 году. Хранится в Величке.
На картине изображена Кунигунда (Кинга) Венгерская (1224—1292) — жена польского князя Болеслава Стыдливого, беатифицированная в 1690 году и ставшая одной из небесных покровительниц Польши. Полотно было заказано к 600-летию со дня смерти княгини (1892). Моделью была графиня Катарина Потоцкая, портрет которой Матейко создал двумя годами ранее.